# Topoli
Topoli (bulgariska: Тополи) är ett distrikt i Bulgarien.   Det ligger i kommunen Obsjtina Varna och regionen Oblast Varna, i den östra delen av landet, 400 km öster om huvudstaden Sofia.
Omgivningarna runt Topoli är en mosaik av jordbruksmark och naturlig växtlighet. Runt Topoli är det mycket tätbefolkat, med 1 018 invånare per kvadratkilometer.